# Direct dialogue
Direct Dialogue (dialog bezpośredni) jest metodą fundraisingu, polegającą na bezpośrednim pozyskiwaniu wsparcia finansowego dla organizacji pozarządowych od indywidualnych darczyńców - osób prywatnych, z którymi fundraiserzy podejmują rozmowy na ulicy. Po krótkiej rozmowie przechodzień decyduje się wesprzeć organizację regularnymi wpłatami lub też nie decyduje się na wsparcie. Innowacyjność tego podejścia w przeciwieństwie do zbierania gotówki do puszek polega na podejmowaniu rozmowy z potencjalnymi darczyńcami oraz na formie wsparcia przez polecenie zapłaty.
Direct Dialogue zaczęto stosować w Greenpeace w 1995 roku w Austrii za pośrednictwem agencji zatrudniającej fundraiserów. Agencja następnie zaczęła obsługiwać innych klientów, a Greenpeace rozpoczął prowadzenie Direct Dialogue przez bezpośrednio zatrudnionych przez siebie fundraiserów. Obecnie w Polsce działalność fundraisingową tego typu prowadzi Amnesty International oraz Greenpeace.